# Jim Chapin
James Forbes „Jim“ Chapin (* 23. Juli 1919 in New York City; † 4. Juli 2009 in Fort Myers, Florida) war ein US-amerikanischer Jazz-Schlagzeuger, Autor und Musikpädagoge.

## Leben und Wirken
Der Vater von Harry Chapin war der Sohn des Malers James Ormsbee Chapin, seine Mutter war Lehrerin. Er war direkter Nachfahre von Deacon Samuel Chapin, der 1638 einwanderte und zu den Gründern von Springfield (Massachusetts) gehörte. Er wuchs im Stadtteil Morningside Heights von Manhattan auf und studierte zunächst am Bard College, verließ es aber bald, um mit achtzehn Jahren eine Laufbahn als Schlagzeuger einzuschlagen; er nahm Unterricht bei Sanford A. Moeller. 1939/40 trat er bei der Weltausstellung in Flushing (New York City) mit Gene Krupa auf; er gehörte dann zu Glen Grays Casa Loma Orchestra. 1943 wurde er zum Militärdienst eingezogen, den er teilweise in einer Band mit George Duvivier, George Koenig und Wild Bill Davison verbrachte.
Ab 1948 lebte er bis 1971 in Manhattan, wo er als Musiker und als Schlagzeug-Lehrer (zunächst am Brooklyn Conservatory of Modern Music) arbeitete. 1948 veröffentlichte er ein erstes Lehrbuch, in dem er die Technik der „koordinierten Unabhängigkeit“ vorstellte; Advanced Techniques for the Modern Drummer wurde weltweit zu einem der erfolgreichsten Bücher über das Schlagzeugspiel. 1971 erschien der zweite Band Advanced Techniques for the Modern Drummer, Volume II, Independence — the Open End.
Neben seiner Lehrtätigkeit leitete er 1953 ein Sextett, dem auch Phil Woods angehörte. Von 1954 bis 1956 spielte er jeden Montag mit seiner Band im Birdland. Weiterhin spielte er in den Bands von Red Norvo, Tony Pastor, Tommy Dorsey, Woody Herman und Marshall Grant (1958–1960). In den 1960er Jahren arbeitete er auch mit seinen Söhnen Stephen, Tom und Harry in deren Folk-Band The Chapin Brothers zusammen. Seine späteren Jahre verbrachte er in Florida.

## Preise und Auszeichnungen
1994 erhielt er für seine Leistungen in der Musikerziehung den American Eagle Award und den Lifetime Achievement Award vom Berklee College of Music in Boston. 1995 wurde er in die Percussive Arts Society Hall of Fame aufgenommen.

## Diskographische Hinweise
- Jim Chapin: Songs, Solos, Stories (Vols. 1 and 2)

## Lexigraphische Einträge
- Carlo Bohländer, Karl Heinz Holler: Reclams Jazzführer. Reclam, Stuttgart 1970, ISBN 3-15-010185-9 (Reclams Universalbibliothek 10185/10196).
- Leonard Feather, Ira Gitler: The Biographical Encyclopedia of Jazz. Oxford University Press, New York NY u. a. 2007, ISBN 978-0-19-532000-8.